# Představitelé Ning-sia
Představitelé Ning-sia stojí v čele správy Chuejské autonomní oblasti Ning-sia. V čele správy oblasti Ning-sia stojí předseda (ču-si, 主席) řídící lidovou vládu Chuejské autonomní oblasti Ning-sia (Ning-sia chuej-ču c’-č’-čchü žen-min čeng-fu, 宁夏回族自治区人民政府). Nejvyšší politické postavení v oblasti má však tajemník ningsiaského oblastního výboru Komunistické strany Číny, vládnoucí politické strany oblasti i celého státu. K dalším předním představitelům oblasti Ning-sia patří předseda oblastního lidového shromáždění (zastupitelského sboru) a předseda oblastního výboru Čínského lidového politického poradního shromáždění (ČLPPS).
V politickém systému Čínské lidové republiky, analogicky k centrální úrovni, má příslušný regionální výbor komunistické strany v čele s tajemníkem ve svých rukách celkové vedení, lidová vláda v čele předsedou (u autonomní oblasti), guvernérem (u provincie) nebo starostou (u města) řídí administrativu regionu, lidové shromáždění plní funkce zastupitelského sboru a lidové politické poradní shromáždění má poradní a konzultativní funkci.

## Tajemníci ningsiaského oblastního výboru Komunistické strany Číny (od 1949)
Ningsiaské komunisty po roce 1949 vedl provinční výbor strany v čele s prvním tajemníkem. Roku 1954 byla provincie Ning-sia začleněna do provincie Kan-su, roku 1958 byla zřízena chuejská autonomní oblast Ning-sia, v čele její stranické organizace stál oblastní výbor vedený prvním tajemníkem. Po zřízení oblastního revolučního výboru v dubnu 1968 jeho předseda stanul i v čele komunistů provincie. Od roku 1971 opět fungoval oblastní výbor strany v čele s prvním tajemníkem. Od roku 1983 v čele oblastního výboru KS Číny stojí tajemník s několika zástupci tajemníka. 
Ve sloupci „Další funkce“ jsou uvedeny nejvýznamnější úřady zastávané současně s výkonem funkce tajemníka ningsiaského výboru strany, případně pozdější působení v politbyru a stálém výboru politbyra.
| Jméno (životní data)                 | Od            | Do            | Další funkce a poznámky |
| ------------------------------------ | ------------- | ------------- | --- |
| Pchan C’-li (潘自力) (1904–1972)     | září 1949     | říjen 1951    | předseda lidové vlády Ning-sia (1949–1951), později tajemník šensijského provinčního výboru KS Číny (1952–1954) |
| Ču Min (朱敏) (1912–1981)            | říjen 1951    | prosinec 1952 | |
| Li Ťing-lin (李景林) (1909–1980)     | leden 1953    | červenec 1954 | poprvé |
| Liou Ke-pching (刘格平) (1904–1992)  | listopad 1957 | 1958          | chuejské národnosti, předseda lidové vlády Ning-sia (1958–1960), později předseda šansijského revolučního výboru (1967–1971) |
| Wang Feng (汪锋) (1910–1998)         | 1958          | 1958          | poprvé |
| Li Ťing-lin (李景林) (1909–1980)     | 1958          | únor 1959     | podruhé, předseda ningsiaského oblastního výboru ČLPPS (1958–1967) |
| Wang Feng (汪锋) (1910–1998)         | únor 1959     | leden 1961    | podruhé, později první tajemník kansuského provinčního výboru KS Číny (1961–1966), první tajemník sinťiangského oblastního výboru KS Číny (1978–1981), předseda sinťiangského revolučního výboru (1978–1979), místopředseda celostátního výboru ČLPPS (1987–1988)                                               |
| Jang Ťing-žen (杨静仁) (1918–2001)   | leden 1961    | leden 1967    | chuejské národnosti, předseda lidové vlády Ning-sia (1960–1967), později předseda ningsiaského oblastního výboru ČLPPS (1977–1979), místopředseda celostátního výboru ČLPPS (1978–1998), vedoucí oddělení jednotné fronty ÚV KS Číny (1982–1985)                                                                |
| Kchang Ťien-min (康健民) (1916–1977) | srpen 1971    | leden 1977    | předseda ningsiaského revolučního výboru (1968–1977) |
| Chuo Š’-lien (霍士廉) (1909–1996)    | leden 1977    | únor 1979     | předtím úřadující guvernér Če-ťiangu (1957–1958), první tajemník šensijského provinčního výboru KS Číny (1965–1967), předseda ningsiaského revolučního výboru (1977–1979), později ministr zemědělství (1979–1981), první tajemník šansijského provinčního výboru KS Číny (1980–1983)                           |
| Li Süe-č’ (李学智) (1923–2005)       | únor 1979     | prosinec 1986 | |
| Šen Ta-žen (沈达人) (1928–2017)      | prosinec 1986 | prosinec 1989 | později tajemník ťiangsuského provinčního výboru KS Číny (1989–1993) |
| Chuang Chuang (黄璜) (* 1933)        | prosinec 1989 | srpen 1997    | předtím tajemník anchuejského provinčního výboru KS Číny (1983–1986) |
| Mao Žu-paj (毛如柏) (* 1938)         | srpen 1997    | březen 2002   | předseda ningsiaského oblastního lidového shromáždění (1998–2002) |
| Čchen Ťien-kuo (陈建国) (* 1945)     | březen 2002   | červenec 2010 | předseda ningsiaského oblastního lidového shromáždění (2002–2010) |
| Čang I (张毅) (* 1950)               | červenec 2010 | březen 2013   | předseda ningsiaského oblastního lidového shromáždění (2010–2013) |
| Li Ťien-chua (李建华) (* 1954)       | březen 2013   | duben 2017    | předseda ningsiaského oblastního lidového shromáždění (2013–2017) |
| Š’ Tchaj-feng (石泰峰) (* 1956)      | duben 2017    | říjen 2019    | předtím guvernér Ťiang-su (2015–2017), předseda ningsiaského oblastního lidového shromáždění (2017–2020), později první tajemník oblastního výboru KS Číny Vnitřního Mongolska (2019–2022), člen politbyra ÚV KS Číny (2022– ) a tajemník ÚV KS Číny (2022– ), místopředseda celostátního výboru ČLPPS (2023– ) |
| Čchen Žun-er (陈润儿) (* 1957)       | říjen 2019    | březen 2022   | předtím guvernér Che-nanu (2016–2019), předseda ningsiaského oblastního lidového shromáždění (2020–2022) |
| Liang Jen-šun (梁言顺) (* 1962)      | březen 2022   | červen 2024   | předseda ningsiaského oblastního lidového shromáždění (2022–2024) později tajemník anchuejského provinčního výboru KS Číny (2024– ) |
| Li I-fej (李邑飞) (* 1964)           | červen 2024   | ve funkci     | předseda ningsiaského oblastního lidového shromáždění (2025– ) |

## Předsedové lidové vlády Ning-sia (od 1949)
Civilní administrativu Ning-sia v letech 1949–1954 řídila lidová vláda provincie Ning-sia v čele s předsedou. V letech 1954–1958 se území provincie Ning-sia stalo částí provincie Kan-su. V roce 1958 byla zřízena autonomní oblast vedená lidovou vládou v čele s předsedou. Od dubna 1968 do prosince 1979 správu oblasti vedl revoluční výbor Chuejské autonomní oblasti Ning-sia v čele s předsedou. Od prosince 1979 stojí v čele administrativy oblasti opět lidová vláda Chuejské autonomní oblasti Ning-sia vedená předsedou.
| Jméno (životní data)                 | Od            | Do            | Další funkce a poznámky |
| ------------------------------------ | ------------- | ------------- | --- |
| Pchan C’-li (潘自力) (1904–1972)     | říjen 1949    | říjen 1951    | tajemník ningsiaského provinčního výboru KS Číny (1949–1951), později tajemník šensijského provinčního výboru KS Číny (1952–1954) |
| Sing Čao-tchang (邢肇棠) (1894–1961) | říjen 1951    | srpen 1954    | |
| Liou Ke-pching (刘格平) (1904–1992)  | červen 1958   | září 1960     | chuejské národnosti, červen–říjen 1958 předseda přípravného výboru, poté předseda lidové vlády, první tajemník ningsiaského oblastního výboru KS Číny (1958–1959), později předseda šansijského revolučního výboru (1967–1971)                                                                     |
| Jang Ťing-žen (杨静仁) (1918–2001)   | říjen 1960    | 1967          | chuejské národnosti, první tajemník ningsiaského oblastního výboru KS Číny (1961–1967), později předseda ningsiaského oblastního výboru ČLPPS (1977–1979), místopředseda celostátního výboru ČLPPS (1978–1998), vedoucí oddělení jednotné fronty ÚV KS Číny (1982–1985)                            |
| Kchang Ťien-min (康健民) (1916–1977) | duben 1968    | leden 1977    | první tajemník ningsiaského oblastního výboru KS Číny (1971–1977) |
| Chuo Š’-lien (霍士廉) (1909–1996)    | leden 1977    | únor 1979     | předtím úřadující guvernér Če-ťiangu (1957–1958), první tajemník šensijského provinčního výboru KS Číny (1965–1967), první tajemník ningsiaského oblastního výboru KS Číny (1977–1979), později ministr zemědělství (1979–1981), první tajemník šansijského provinčního výboru KS Číny (1980–1983) |
| Ma Sin (马信) (1915–1999)            | únor 1979     | únor 1983     | chuejské národnosti |
| Chej Po-li (黑伯理) (1918–2015)      | únor 1983     | červenec 1986 | chuejské národnosti |
| Paj Li-čchen (白立忱) (* 1941)       | červenec 1986 | září 1997     | chuejské národnosti, později místopředseda celostátního výboru ČLPPS (1998–2013) |
| Ma Čchi-č’ (马启智) (* 1943)         | září 1997     | květen 2007   | chuejské národnosti |
| Wang Čeng-wej (王正伟) (* 1957)      | květen 2007   | březen 2013   | chuejské národnosti, později předseda Státní komise pro národnostní záležitosti (2013–2016), místopředseda celostátního výboru ČLPPS (2013–2023) |
| Liou Chuej (刘慧) (* 1959)           | březen 2013   | červenec 2016 | žena, chuejské národnosti |
| Sien Chuej (咸辉) (* 1958)           | červenec 2016 | květen 2022   | žena, chuejské národnosti, místopředsedkyně celostátního výboru ČLPPS (2023– ) |
| Čang Jü-pchu (张雨浦) (* 1962)       | květen 2022   | ve funkci     | chuejské národnosti |

## Předsedové ningsiaského oblastního lidového shromáždění (od 1980)
Od roku 1998 je předsedou ningsiaského oblastního lidového shromáždění (to jest oblastního zastupitelského sboru) zpravidla volen tajemník ningsiaského oblastního výboru KS Číny. 
| Jméno (životní data)                | Od          | Do          | Další funkce a poznámky |
| ----------------------------------- | ----------- | ----------- | --- |
| Ma Čching-nien (马青年) (1917–1997) | leden 1980  | duben 1987  | |
| Chej Po-li (黑伯理) (1918–2015)     | duben 1987  | květen 1988 | chuejské národnosti |
| Ma S’-čung (马思忠) (1931–2010)     | květen 1988 | květen 1998 | chuejské národnosti |
| Mao Žu-paj (毛如柏) (* 1938)        | květen 1998 | duben 2002  | tajemník ningsiaského oblastního výboru KS Číny (1997–2002) |
| Čchen Ťien-kuo (陈建国) (* 1945)    | květen 2002 | srpen 2010  | tajemník ningsiaského oblastního výboru KS Číny (2002–2010) |
| Čang I (张毅) (* 1950)              | srpen 2010  | duben 2013  | tajemník ningsiaského oblastního výboru KS Číny (2010–2013) |
| Li Ťien-chua (李建华) (* 1954)      | duben 2013  | květen 2017 | tajemník ningsiaského oblastního výboru KS Číny (2013–2017) |
| Š’ Tchaj-feng (石泰峰) (* 1956)     | červen 2017 | leden 2020  | předtím guvernér Ťiang-su (2015–2017), tajemník ningsiaského oblastního výboru KS Číny (2017–2019), později první tajemník oblastního výboru KS Číny Vnitřního Mongolska (2019–2022), člen politbyra ÚV KS Číny (2022– ) a tajemník ÚV KS Číny (2022– ), místopředseda celostátního výboru ČLPPS (2023– ) |
| Čchen Žun-er (陈润儿) (* 1957)      | leden 2020  | květen 2022 | předtím guvernér Che-nanu (2016–2019), tajemník ningsiaského oblastního výboru KS Číny (2019–2022) |
| Liang Jen-šun (张雨浦) (* 1962)     | květen 2022 | srpen 2024  | tajemník ningsiaského oblastního výboru KS Číny (2022–2024) později tajemník anchuejského provinčního výboru KS Číny (2024– ) |
| Li I-fej (李邑飞) (* 1964)          | leden 2025  | ve funkci   | tajemník ningsiaského oblastního výboru KS Číny (2024– ) |

## Předsedové ningsiaského oblastního výboru Čínského lidového politického poradního shromáždění (ČLPPS, od 1958)
| Jméno (životní data)                | Od            | Do          | Další funkce a poznámky |
| ----------------------------------- | ------------- | ----------- | --- |
| Li Ťing-lin (李景林) (1909–1980)    | říjen 1958    | 1967        | první tajemník ningsiaského provinčního/oblastního výboru KS Číny (1953–1954 a 1958–1959)                                                  |
| Jang Ťing-žen (杨静仁) (1918–2001)  | prosinec 1977 | červen 1979 | chuejské národnosti, předtím předseda lidové vlády Ning-sia (1960–1967), první tajemník ningsiaského oblastního výboru KS Číny (1961–1967) |
| Wang Ťin-čang (王金璋) (1907–19/85) | červen 1979   | duben 1985  | |
| Li Jün-che (李恽和) (1921–1983)     | duben 1985    | květen 1993 | |
| Liou Kuo-fan (刘国范) (1929–2001)   | květen 1993   | květen 1998 | |
| Ma S’-čung (馬思忠) (1931–2010)     | květen 1998   | 2001        | chuejské národnosti |
| Žen Čchi-sing (任启兴) (1942)       | 2001          | leden 2008  | |
| Siang Cung-si (项宗西) (1947)       | leden 2008    | leden 2013  | |
| Čchi Tchung-šeng (齐同生) (1952)    | leden 2013    | leden 2018  | |
| Cchuej Po (崔波) (1957)             | leden 2018    | leden 2023  | |
| Čchen Jung (陈雍) (1966)            | leden 2023    | ve funkci   | mandžuské národnosti |